# 高峰サービスエリア

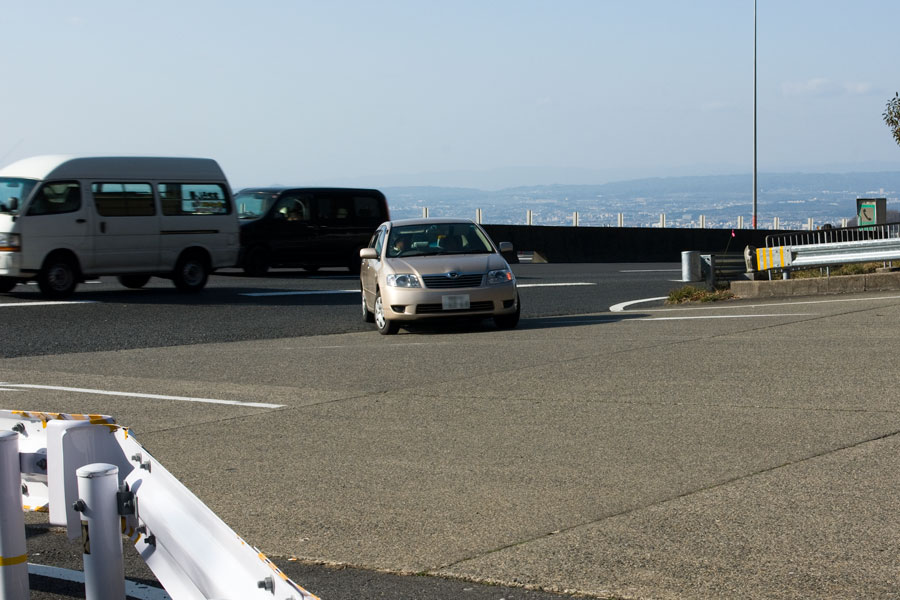
加減速車線がなかった上り線側出入口（2009年2月）

高峰サービスエリア（たかみねサービスエリア）は、奈良県奈良市にある名阪国道のサービスエリアである。上り線側は2009年（平成21年）に閉鎖され、現在は下り線のみの営業となっている。
閉鎖された上り線（亀山方面側）は加速車線・減速車線が無く、丁字路の形態をとっているため本線からサービスエリアへの分流、サービスエリアから本線への合流が極めて困難であった。一方下り線（天理方面側）もかつては同様の形状を取っていたが、こちらは後に加減速車線が設けられている。

## 道路
- E25 名阪国道

通称Ωカーブのすぐ東にあり、下り線（天理・大阪方面）施設はΩカーブの直前に位置する。

## 沿革
財団法人道路施設協会を占用者として1969年（昭和44年）12月に営業を開始した。
かつては上下線とも、加減速車線がなく安全上の問題があった。2004年（平成16年）3月に策定された「名阪国道スマートアップ計画＜SMART UP＞」に加減速車線の延伸が明記され、まず下り線の加減速車線の設置が2005年（平成17年）に行われた。
2009年（平成21年）3月10日、総務省近畿管区行政評価局が国土交通省奈良国道事務所に対し、行政苦情救済推進会議の意見を踏まえ、高峰サービスエリア（上り）を廃止するよう斡旋を行った。
斡旋でも指摘された出入口の問題に加え、2000年代に入り天理PA（西名阪道）や道の駅針T・R・Sが開設されたことで利用者が減少していることも踏まえ、同年3月31日をもって上り線のサービスエリアは閉鎖された。

## 施設

### 下り線（天理方面）
奈良盆地の天理・橿原方面を一望できる。
- 駐車場
  - 大型11台
  - 小型15台
- レストラン（8:00 - 20:00）
- ショッピング（8:00 - 20:00）
- 自動販売機
- トイレ

### 上り線（亀山方面・閉鎖）
かつて、名阪興産が「高峰レストラン」として施設を運営していたが、2006年（平成18年）夏ごろに閉鎖された。その後、2007年（平成19年）3月18日に麺屋武蔵系列の「麺屋伊織」がオープンしたが、2009年（平成21年）2月11日をもって自販機コーナーと共に閉店した。その後、前述の通り同年3月31日をもって上り線のサービスエリアは閉鎖された。

## 隣
E25 名阪国道
(26) 福住IC - 高峰SA（天理方面のみ） - (27) 五ヶ谷IC